# ГЕС Мальпасо
ГЕС Мальпасо – гідроелектростанція в Перу. Знаходячись перед ГЕС Мантаро, становить верхній ступінь каскаду на річці Мантаро, лівому витоку Еве, котра в свою чергу є правим витоком Тамбо (лівий виток Укаялі — правого витоку найбільшої річки світу Амазонки).
Накопичення ресурсу для роботи проекту (та всього розташованого нижче каскаду) організували у озері Хунін (Chinchaycocha). Для цього на виході з нього Мантаро спорудили греблю Упамайо висотою 10 метрів та довжиною 96 метрів. Цієї невисокої споруди було достатньо, щоб перетворити природну водойму з площею поверхні 363 км2 – найбільшу серед озер, котрі повністю знаходяться в межах Перу – на водосховище з корисним об’ємом 441 млн м3.
Нижче по течії на Мантаро спорудили водозабірну греблю, яка спрямовує ресурс до прокладеного через правобережний масив дериваційного тунелю довжиною біля 2 км. Вода надходить до розташованого на березі річки (через 3,5 км після греблі) машинного залу, де у 1936 році ввели в експлуатацію три турбіни типу Френсіс потужністю по 13,6 МВт, які використовували напір у 72 метри. В 1955-му до них додали ще один такий же гідроагрегат. Разом це обладнання забезпечує виробництво 261 млн кВт-год електроенергії на рік.